# Egged

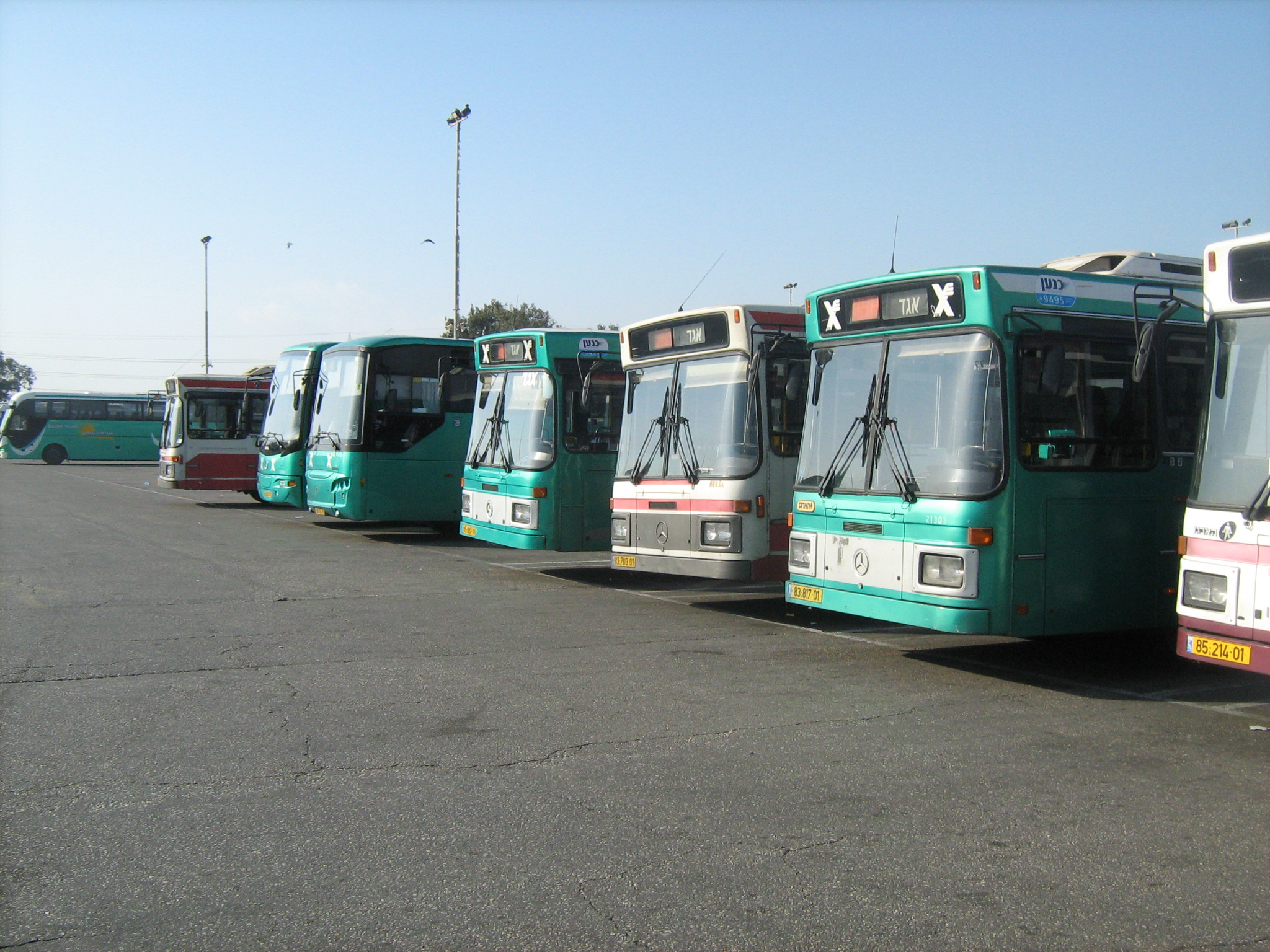
Diverse bussen van Egged

Egged (voluit in het Engels: Egged Israel Transport Cooperative Society, Ltd) is de grootste busmaatschappij van Israël en, op London Buses na, het grootste busbedrijf van de wereld.
Egged exploiteert met 4000 bussen een fijnmazig stads- en streekbusnet met ongeveer 1300 lijnen. Er zijn zo'n 6500 mensen in dienst. Het bedrijf is eigendom van een coöperatief dat uit ongeveer 3250 werknemers bestaat. Dagelijks worden 1 miljoen reizigers vervoerd. De bussen zijn meestal donkergroen en dragen een witte of lichtgrijze 'א'. Dit is alef, de eerste letter van het Hebreeuws alfabet.

## Geschiedenis
Egged is in 1933 ontstaan na de fusie van vier kleinere busmaatschappijen. De naam Egged, Hebreeuws voor verbondenheid, is bedacht door dichter Chajiem Nachman Bialik. In 1951 fuseerde het bedrijf met de noordelijke maatschappij 'Sjachar' en de zuidelijke maatschappij 'Drom Jehoeda'. Na de Zesdaagse Oorlog fuseerde Egged met Hamekasjer, het stadsvervoerbedrijf van Jeruzalem. In Tel Aviv opereert het eigen zelfstandige stadsvervoerbedrijf 'Dan'.
De Israëlische regering heeft in 1997 besloten om marktwerking in het busvervoer in te voeren om zo het monopolie van Egged te doorbreken. Onder meer het Franse bedrijf Veolia Transport werd in het land actief in busvervoer.
Egged-bussen en hun passagiers zijn al een aantal keren het slachtoffer geworden van terreurdaden, waaronder:
- 30 november 1947: Een aanval op een Egged-bus die van Netanya naar Jeruzalem reed, waarbij vijf buspassagiers omkwamen.
- 17 maart 1954: een schietpartij waarbij 12 passagiers van een Egged-bus werden gedood in Akrabbim.
- 11 maart 1978: terroristen kapen een Egged-bus. Aan het einde van een strijd tussen de terroristen en de politie werden 35 buspassagiers gedood (Kustwegaanslag).
- 6 juli 1989: Een terrorist nam het stuur over van een Egged-bus op route 405 nabij Kiryat Ye'arim. De bus reed in een afgrond en 16 mensen kwamen om.
- 5 maart 2003: een zelfmoordaanslag door een Hamas-terrorist op Moriah Avenue in de wijk Achoza in Haifa. Bij de aanval kwamen 17 mensen om het leven.

Het Bureau van de Hoge Commissaris van de Verenigde Naties voor de Mensenrechten zette Egged op een lijst van bedrijven die zaken doen met illegale Israëlische nederzettingen op de Westelijke Jordaanoever.

## Egged in Nederland
Een dochteronderneming van Egged, EBS Public Transportation BV. verkreeg in 2011 de concessie om tien jaar lang het busvervoer in de regio Waterland uit te voeren. De concessie Voorne-Putten en Rozenburg werd voor de periode van 2018 tot 2028 aan EBS gegund. De concessie Haaglanden haalde EBS in 2019 binnen, ze loopt tot en met 2030. De concessie IJssel-Vecht werd in 2022 verkregen, ze loopt van 2023 tot 2035. In 2023 volgde een 15-jarige concessie voor de Zaanstreek.